# Empire Awards 2016

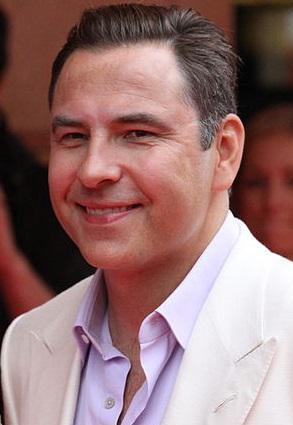
David Walliams, conduttore della 21ª edizione

La 21ª edizione degli Empire Awards o 21ª edizione degli Jameson Empire Awards, organizzata dalla rivista cinematografica inglese Empire, si è svolta il 20 marzo 2016 a Londra e ha premiato i film che sono usciti nel 2015. La cerimonia è stata presentata da David Walliams.
In questa edizione sono state introdotte nuove categorie di premi, tra cui miglior film d'animazione, miglior documentario, miglior sceneggiatura, migliori costumi, miglior trucco e acconciatura, migliori effetti visivi, miglior scenografia, miglior cortometraggio, miglior serie televisiva e miglior videogioco. Inoltre è stata reintrodotta la categoria miglior colonna sonora.

## Vincitori e candidati
I vincitori sono indicati in grassetto, a seguire gli altri candidati.
 Miglior film 
- Revenant - Redivivo (The Revenant), regia di Alejandro González Iñárritu
- The Hateful Eight, regia di Quentin Tarantino
- Mad Max: Fury Road, regia di George Miller
- Sopravvissuto - The Martian (The Martian), regia di Ridley Scott
- Star Wars - Il risveglio della Forza (Star Wars: The Force Awakens), regia di J. J. Abrams

 Miglior film britannico 
- Spectre, regia di Sam Mendes
- 45 anni (45 Years), regia di Andrew Haigh
- Legend, regia di Brian Helgeland
- Macbeth, regia di Justin Kurzel
- Suffragette, regia di Sarah Gavron

 Miglior attore 
- Matt Damon - Sopravvissuto - The Martian (The Martian)
- Leonardo DiCaprio - Revenant - Redivivo (The Revenant)
- Michael Fassbender - Macbeth
- Tom Hardy - Legend e Mad Max: Fury Road
- Michael B. Jordan - Creed - Nato per combattere (Creed)

 Miglior attrice 
- Alicia Vikander - The Danish Girl
- Emily Blunt - Sicario
- Brie Larson - Room
- Jennifer Lawrence - Hunger Games - Il canto della rivolta - Parte 2 (The Hunger Games: Mockingjay - Part 2)
- Charlize Theron - Mad Max: Fury Road

 Miglior regista 
- J. J. Abrams - Star Wars - Il risveglio della Forza (Star Wars: The Force Awakens)
- Ryan Coogler - Creed - Nato per combattere (Creed)
- Alejandro González Iñárritu - Revenant - Redivivo (The Revenant)
- George Miller - Mad Max: Fury Road
- Ridley Scott - Sopravvissuto - The Martian (The Martian)

 Miglior debutto maschile 
- John Boyega - Star Wars - Il risveglio della Forza (Star Wars: The Force Awakens)
- Abraham Attah - Beasts of No Nation
- Thomas Mann - Quel fantastico peggior anno della mia vita (Me & Earl & the Dying Girl)
- Jason Mitchell - Straight Outta Compton
- Jacob Tremblay - Room

 Miglior debutto femminile 
- Daisy Ridley - Star Wars - Il risveglio della Forza (Star Wars: The Force Awakens)
- Olivia Cooke - Quel fantastico peggior anno della mia vita (Me & Earl & the Dying Girl)
- Rebecca Ferguson - Mission: Impossible - Rogue Nation
- Maika Monroe - It Follows
- Bel Powley - Diario di una teenager (The Diary of a Teenage Girl)

 Miglior thriller 
- Spectre, regia di Sam Mendes
- Il ponte delle spie (Bridge of Spies), regia di Steven Spielberg
- Regali da uno sconosciuto - The Gift (The Gift), regia di Joel Edgerton
- Mission: Impossible - Rogue Nation, regia di Christopher McQuarrie
- Sicario, regia di Denis Villeneuve

 Miglior horror 
- The Hallow, regia di Corin Hardy
- Crimson Peak, regia di Guillermo del Toro
- Insidious 3 - L'inizio (Insidious: Chapter 3), regia di Leigh Whannell
- It Follows, regia di David Robert Mitchell
- Krampus - Natale non è sempre Natale (Krampus), regia di Michael Dougherty

 Miglior sci-fi/fantasy 
- Star Wars - Il risveglio della Forza (Star Wars: The Force Awakens), regia di J. J. Abrams
- Hunger Games - Il canto della rivolta - Parte 2 (The Hunger Games: Mockingjay - Part 2), regia di Francis Lawrence
- Jurassic World, regia di Colin Trevorrow
- Mad Max: Fury Road, regia di George Miller
- Sopravvissuto - The Martian (The Martian), regia di Ridley Scott

 Miglior commedia 
- Spy, regia di Paul Feig
- Ant-Man, regia di Peyton Reed
- Quel fantastico peggior anno della mia vita (Me & Earl & the Dying Girl), regia di Alfonso Gomez-Rejon
- Un disastro di ragazza (Trainwreck), regia di Judd Apatow
- Inside Out, regia di Pete Docter

 Miglior film d'animazione 
- Inside Out, regia di Pete Docter
- Minions, regia di Pierre Coffin e Kyle Balda
- Shaun, vita da pecora - Il film (Shaun the Sheep Movie), regia di Richard Starzak e Mark Burton
- La canzone del mare (Song of the Sea), regia di Tomm Moore
- La storia della Principessa Splendente (かぐや姫の物語), regia di Isao Takahata

 Miglior documentario 
- Amy, regia di Asif Kapadia
- Going Clear - Scientology e la prigione della fede (Going Clear: Scientology and the Prison of Belief), regia di Alex Gibney
- Malala (He Named Me Malala), regia di Davis Guggenheim
- The Jinx - La vita e le morti di Robert Durst (The Jinx: The Life and Deaths of Robert Durst), regia di Andrew Jarecki
- Making a Murderer, regia di Laura Ricciardi e Moira Demos

 Miglior sceneggiatura 
- Charles Randolph e Adam McKay - La grande scommessa (The Big Short)
- Quentin Tarantino - The Hateful Eight
- Josh Singer e Tom McCarthy - Il caso Spotlight (Spotlight)
- Aaron Sorkin - Steve Jobs
- Amy Schumer - Un disastro di ragazza (Trainwreck)

 Miglior colonna sonora 
- Mad Max: Fury Road
- The Hateful Eight
- Sopravvissuto - The Martian (The Martian)
- Sicario
- Straight Outta Compton

 Migliori costumi 
- Mad Max: Fury Road
- Carol
- Cenerentola (Cinderella)
- Crimson Peak
- Star Wars - Il risveglio della Forza (Star Wars: The Force Awakens)

 Miglior trucco e acconciatura 
- Mad Max: Fury Road
- Crimson Peak
- The Danish Girl
- Revenant - Redivivo (The Revenant)
- Star Wars - Il risveglio della Forza (Star Wars: The Force Awakens)

 Migliori effetti visivi 
- Star Wars - Il risveglio della Forza (Star Wars: The Force Awakens)
- Ant-Man
- Jurassic World
- Mad Max: Fury Road
- Revenant - Redivivo (The Revenant)

 Miglior scenografia 
- Mad Max: Fury Road
- Crimson Peak
- Hunger Games - Il canto della rivolta - Parte 2 (The Hunger Games: Mockingjay - Part 2)
- Sopravvissuto - The Martian (The Martian)
- Star Wars - Il risveglio della Forza (Star Wars: The Force Awakens)

 Miglior cortometraggio 
- World of tomorrow, regia di Don Hertzfeldt
- Kung Fury, regia di David Sandberg
- Lava, regia di James Ford Murphy
- Il super team di Sanjay (Sanjay's Super Team), regia di Sanjay Patel
- Stutterer, regia di Benjamin Cleary e Serena Armitage

 Miglior serie televisiva 
- This Is England '90
- Daredevil
- Fargo
- Il Trono di Spade (Game of Thrones)
- Jessica Jones

 Miglior videogioco 
- Batman: Arkham Knight
- Bloodborne
- Fallout 4
- Metal Gear Solid V: The Phantom Pain (メタルギアソリッドV ザ・ファントム・ペイン)
- The Witcher 3: Wild Hunt (Wiedźmin 3: Dziki Gon)

## Premi onorari
- Empire Hero Award: Stanley Tucci
- Empire Inspiration Award: Paddy Considine
- Empire Legend Award: Alan Rickman [3]